# Ilsama' Dhubyan
Ilsama' Dhubyan (altsüdarabisch ʾls1mʿ Ḏbyn) war ein König von Hadramaut. Er regierte um oder kurz 350 v. Chr. gemeinsam mit Yada'il Bayyin I., Sohn des Sumhuyafa'. Sein Vater hieß Malikkarib; ob auch er König war, ist nicht bekannt.
Ilsama' Dhubyan ist nur von einer einzigen Inschrift bekannt, die den Bau einer Mauer in Mayfa'at durch einen gewissen Wuhabum erwähnt.